# (15385) Dallolmo
(15385) Dallolmo (1997 SP4) – planetoida z grupy pasa głównego asteroid okrążająca Słońce w ciągu 5,1 lat w średniej odległości 2,96 j.a. Odkryta 25 września 1997 roku.